# 日經CNBC
日經CNBC（日語：日経CNBC）是一家日本的財經新聞台，由CNBC亞洲台與日本經濟新聞社共同持有。日經CNBC開播於1999年，是日本契約戶數最多的收費新聞台。

## 節目

### 現行播放節目
日經CNBC也會聯播CNBC美國台的節目，其中Worldwide Exchange和Squawk on the Street節目會同步口譯成日文，Power Lunch、Street Signs和Closing Bell節目則沒有。

### 過去節目
- Tokyo Squawk Box

## 外部連結
- 日經CNBC官方網站 （页面存档备份，存于）